# L'Oiseau électrique
Singles de Pinocchio
Pinocchio le clown
(2007)
Clip vidéo
[vidéo] « L'Oiseau électrique », sur YouTube
L'Oiseau électrique est une chanson du chanteur virtuel français Pinocchio extraite de son deuxième album, Magic Pinocchio, paru le 9 mars 2007.
Sortie en single en août 2007, elle débute en France à la 38e place, ce qui reste sa meilleure position.

## Liste des titres
| 1. | L'oiseau Electrique                            | 3:19 |
| 2. | L'oiseau Electrique (Version Instrumentale)    | 3:19 |
| 3. | L'oiseau Electrique (Version A Cappella)       | 2:55 |
| 4. | L'oiseau Electrique (Clip compatible Mac & Pc) | 3:19 |

## Classements
| Classement (2007) | Meilleure position |
| ----------------- | ------------------ |
| France (SNEP)     | 38                 |